# Chengzi, Peking
Chengzi (kinesiska: 城子, 城子街道) är ett stadsdelsdistrikt i Kina. Det ligger i Mentougou i storstadsområdet Peking, i den norra delen av landet, omkring 28 kilometer väster om stadskärnan. Antalet invånare är 34 555. Befolkningen består av 17 517 kvinnor och 17 038 män. Barn under 15 år utgör 9,0 %, vuxna 15-64 år 78 %, och äldre över 65 år 11,0 %.